# Лопес, Маркос (перуанский футболист)
Маркос Хоан Лопес Ланфранко (исп. Marcos Johan López Lanfranco; род. 20 ноября 1999, Лима) — перуанский футболист, защитник датского клуба «Копенгаген и сборной Перу.

## Клубная карьера
Лопес — воспитанник клуба «Универсидад Сан-Мартин». 14 августа 2016 года в матче против «Спорт Уанкайо» он дебютировал в перуанской Примере. Летом 2017 года Маркос перешёл в «Спортинг Кристал». 25 февраля 2018 году в матче против «Комерсиантес Унидос» он дебютировал за новую команду. В поединке против «Депортиво Мунисипаль» Лопес забил свой первый гол за «Спортинг Кристал».
6 января 2019 года Лопес перешёл в клуб MLS «Сан-Хосе Эртквейкс», подписав многолетний контракт. 2 марта в матче стартового тура сезона 2019 против «Монреаль Импакт» он дебютировал в североамериканской лиге. В марте 2020 года Лопес был отдан в аренду аффилированному с «Эртквейкс» клубу Чемпионшипа ЮСЛ «Рино 1868», где сыграл в матче стартового тура сезона 2020 против «Такома Дифайенс». 3 октября в матче «Сан-Хосе» против «Гэлакси» он забил свой первый гол в MLS. В апреле 2021 года Лопес получил грин-карту и в MLS перестал считаться иностранным игроком.
8 августа 2022 года Лопес перешёл в нидерландский «Фейеноорд», подписав с клубом четырёхлетний контракт. 11 сентября в роттердамском дерби против «Спарты» он дебютировал в Эредивизи. В своём дебютном сезоне игрок выиграл чемпионат.
22 августа 2024 года перешёл на правах аренды в датский «Копенгаген». 25 августа дебютировал в чемпионате Дании в гостевом матче против «Норшелланна».

## Международная карьера
В составе молодёжной сборной Перу Лопес принял участие в молодёжном чемпионате Южной Америки 2017 года в Эквадоре. На турнире он сыграл в матче против команды Аргентины, Боливии, Венесуэлы и Уругвая.
9 сентября 2018 года в товарищеском матче против сборной Германии Лопес дебютировал за сборную Перу.
Лопес был включён в состав сборной на Кубок Америки 2021. На турнире он сыграл в матчах против сборных Бразилии и Колумбии.

## Достижения
Командные
«Спортинг Кристал»
- Чемпион Перу: 2018

«Фейеноорд»
- Чемпион Нидерландов: 2022/23
- Обладатель Кубка Нидерландов: 2023/24
- Обладатель Суперкубка Нидерландов: 2024

«Копенгаген»
- Чемпион Дании: 2024/25